# Rvenice
Rvenice jsou vesnice, část města Postoloprty v okrese Louny. Nachází se asi 1,5 km na severozápad od Postoloprt. V roce 2009 zde bylo evidováno 62 adres. V roce 2011 zde trvale žilo 94 obyvatel.
Rvenice je také název katastrálního území o rozloze 4,41 km2.

## Pravěk
Spolu s nedalekým Březnem jsou Rvenice nejbohatší archeologickou lokalitou na Postoloprtsku. 

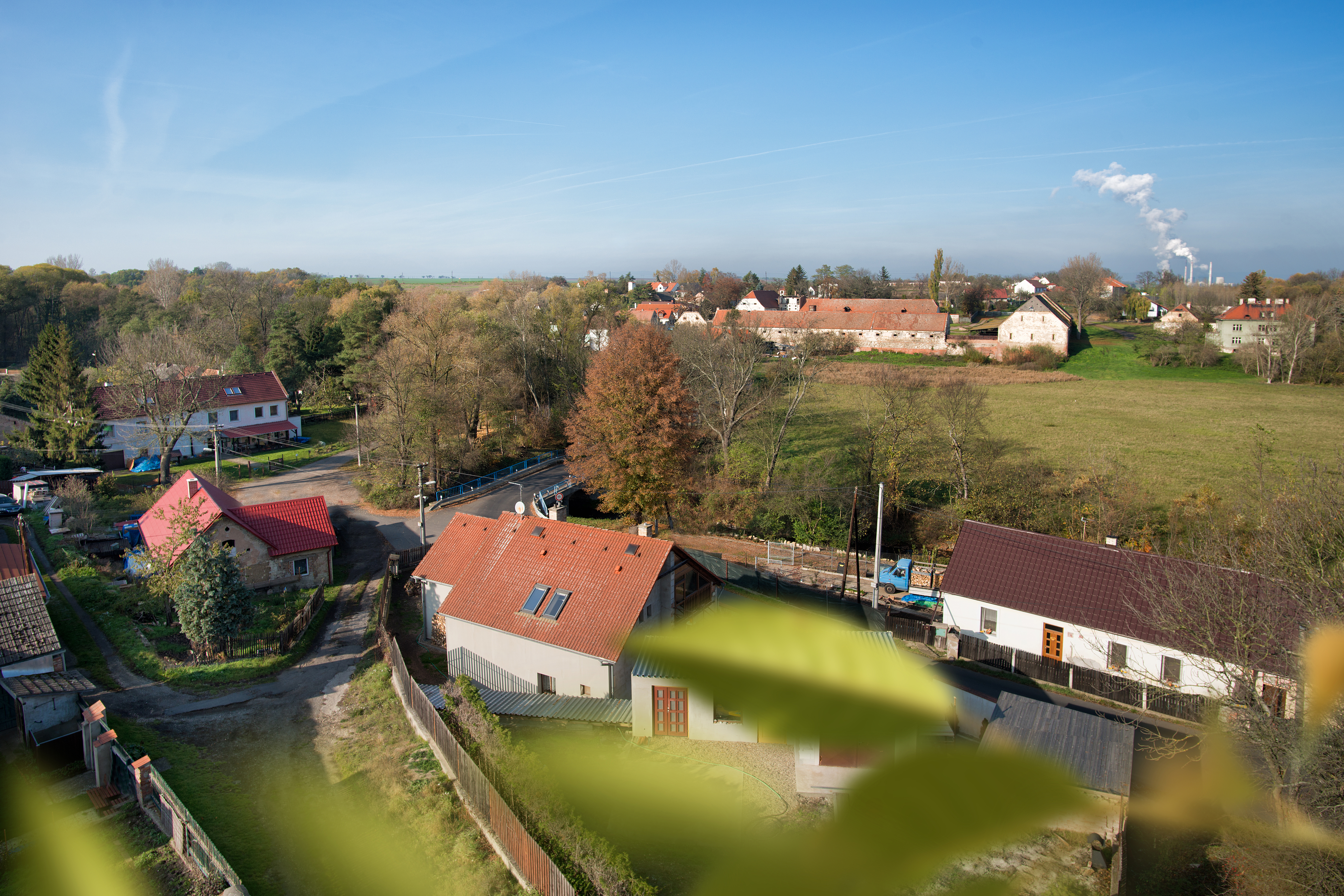
Celkový pohled od jihovýchodu

 Z doby kamenné, konkrétně z neolitu, se na katastru vesnice nalezly střepy nádob  kultury s lineární keramikou (5500–5000 př. n. l.) a kultury s vypíchanou keramikou (5000–4400 př. n. l.). Pozdní dobu kamennou, eneolit, zde zastupují kultura se šňůrovou keramikou (2900–2350 př. n. l.) a kultura se zvoncovitými poháry (2400–1800 př. n. l.). Právě kultura šňůrové keramiky vytvořila zřejmě genetický základ pro formování Indoevropanů. Na katastrálním území Rvenic byly také nalezeny stopy dvou sídlišť únětické kultury (2300–1700 př. n. l.), patřící již do doby bronzové: jedno se nacházelo v lokalitě Ovčín, druhé v prostoru pískovny. Nejcennější rvenický nález ale patří až době železné, konkrétně bylanské kultuře (8. – poč. 6. stol. př. n. l.). V roce 1963 byl v pískovně severozápadně od vsi vykopán  tzv. knížecí hrob. V hrobové komoře o rozměrech 540 x 400 cm byly nalezeny pozůstatky dvou mrtvých s bohatou výbavou (kopí, řemeny z postrojů, železné tyčinky aj.), kteří byli pohřbeni na dvou čtyřkolových vozech, z nichž se dochovaly jen železné součástky. Oba zemřelí patřili k vojenské aristokracii tehdejší společnosti.

## Historie
První písemná zmínka o obci pochází z roku 1452. Tehdy se v lounské účetní knize uvádí jistý "Marza z Rwenicze", který vlastnil pozemek ve Výškově. Původně patřily Rvenice benediktinskému klášteru Porta Apostolorum. Při pohusitské pozemkové revizi v roce 1454 byla vesnice – dočasně v majetku Loun – vrácena královské koruně, stejně jako ostatní klášteru zcizené vesnice. Při této revizi se ve Rvenicích uvádí devět statků a hospodářský dvůr, kde se chovaly ovce. S ohledem na výrazně pozdní vstup Rvenic do písemné historie je pravděpodobné, že Rvenice byly někdy ve 2. polovině 14. století vysazeny postoloprtskými benediktiny spolu s vrchnostenským hospodářským dvorem, který byl zřejmě hlavním účelem založení. Starší část vesnice je ta levobřežní se dvorem. Protější část je podstatné mladší. Na mapě prvního vojenského mapování z 60. let 18. století na jejím místě ještě žádná budova nestojí, zatímco na mapě stabilního katastru z roku 1843 už ano. Podle Antonína Profouse je v názvu Rvenic ukryto staroslovenské slovo rЪvenica, což značilo příkop.

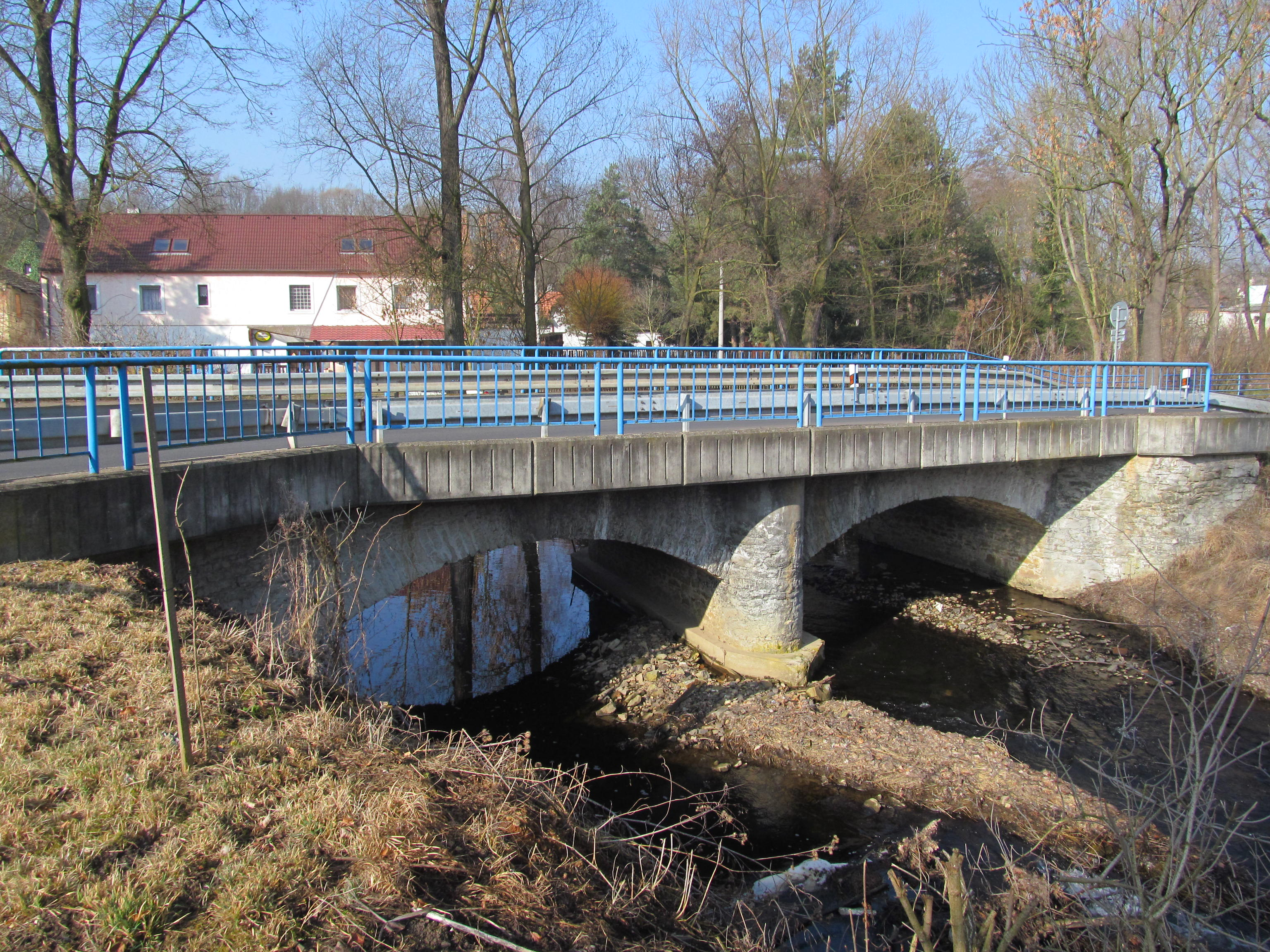
Most přes Chomutovku

V roce 1460 zastavil Jiří z Poděbrad vesnici spolu s Vrbkou a Lenešicemi Janovi Děčínskému z Vartenberka. Později, v roce 1480, se Rvenice staly majetkem pánů z Veitmile, kteří je připojili k postoloprtskému panství, kde vesnice zůstala až do zrušení vrchnostenské správy v polovině 19. století. V kupní smlouvě mezi Veronikou z Veitmile a Štěpánem Jiřím ze Šternberka z roku 1600 se opět uvádí vrchnostenský hospodářský dvůr, mlýn a také vinice, které se rozkládaly přibližně na sedmi hektarech. Z třicetileté války vyšla vesnice dobře: podle berní ruly z roku 1654 nebyl ze sedmi statků ani jeden opuštěný. Jména sedláků naznačují, že ve vsi, podobně jako na celém Postoloprtsku, pozvolna začínala germanizace. Přibližně o sto let mladší tereziánský katastr uvádí v dominikálu hospodářský dvůr, ovčín, mlýn o třech kolech a čtyři rybníky: Horní, Dolní, Ovčí a U rvenického dvora, který byl pstruhový. Poddaní pěstovali ve vlastní režii chmel. Krátce před sepsáním katastru, v roce 1746, vesnici postihl velký požár, při němž vyhořelo pět usedlostí.

Podrobnější údaje o Rvenicích přináší Topografie Eduarda Ponfikla z roku 1828. Uvádí se v ní, že rvenický hospodářský dvůr byl největší na celém postoloprtském panství. Patřilo k němu 283 hektarů pozemků, které lemovaly aleje stromů – jedna vedla až do Vrbky. V ovocných sadech bylo vysázeno 4700 stromů. Poblíž vesnice se těžilo uhlí; první pokusy proběhly už ve 20. letech 18. století. Ve vsi byl mlýn, cihelna a ovčín. Ze zdejšího pramene vedl vodovod o dvou trubkách, který zásoboval vodou Postoloprty. Ve vsi stálo 24 budov, ve kterých žilo 168 obyvatel. Pravděpodobně právě v prvních desetiletích 19. století vzniklo osídlení na pravém břehu Chomutovky. 

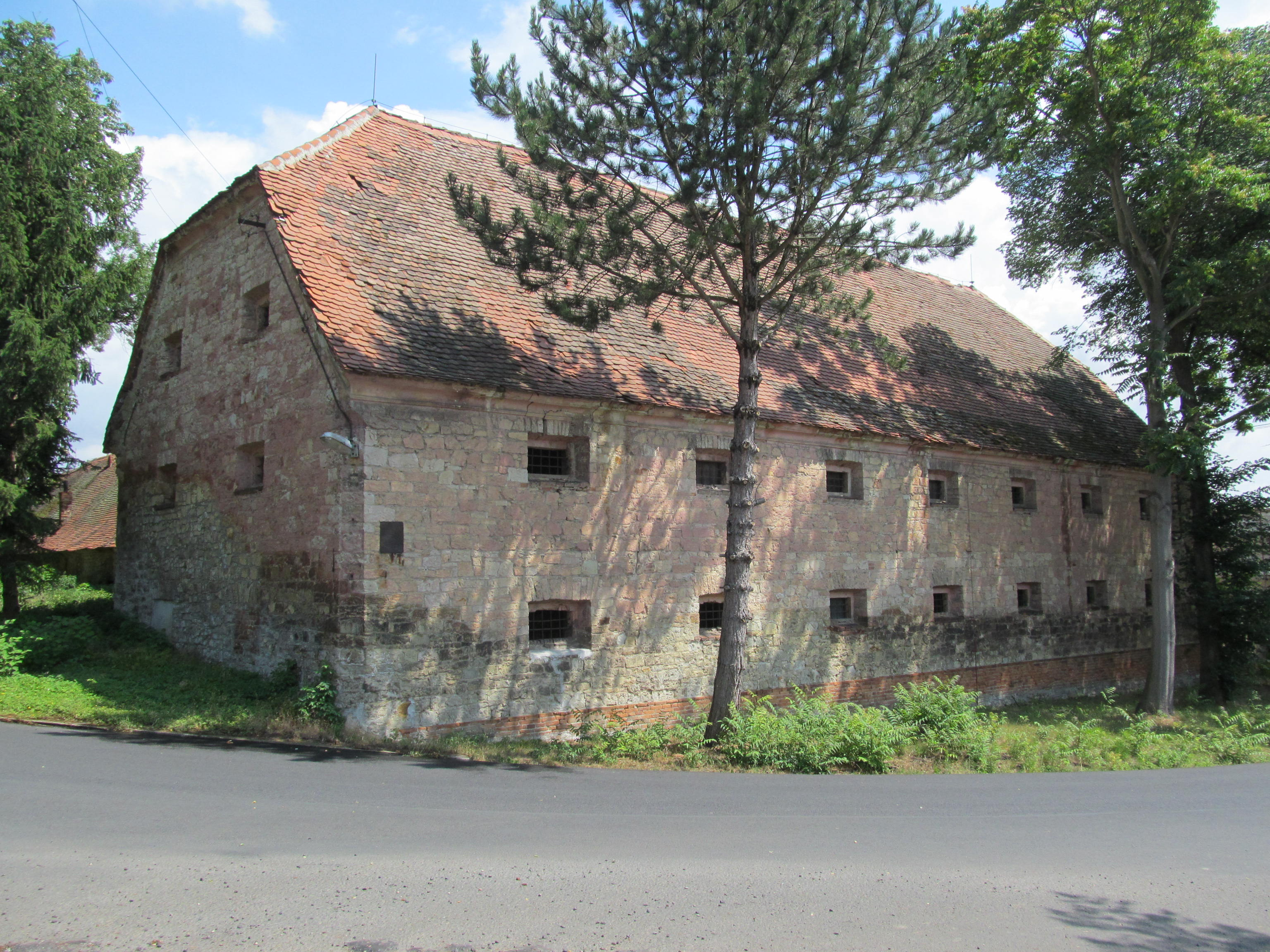
Sýpka ve statku

V roce 1850 vznikl ve Rvenicích obecní úřad. Prvním starostou se stal Josef Schüller, který bydlel v čp. 3. Obec řídil dlouhých padesát let! V letech 1822–1850 byl rychtářem, pak až do roku 1871 starostou. V roce 1850 mu císař udělil zlatý záslužný kříž. Až do postavení kasáren v Postoloprtech v roce 1838 se na katastru Rvenic rozkládalo cvičiště tamních dragounů. Poté sloužilo příležitostně lounské posádce. Po roce 1918 se na něm konaly motocyklové závody, dostihy a Masarykova letecká liga zde uspořádala dva letecké dny. V roce 1934 ale bylo cvičiště rozoráno. Nejstarším spolkem ve Rvenicích byli dobrovolní hasiči, jejich založení se datuje do roku 1907. 
V rámci pozemkové reformy v polovině 20. let si část půdy patřící ke dvoru zakoupili osídlenci z Čech. V té souvislosti byla v roce 1927 v čp. 24 zřízena česká jednotřídka. Roku 1929 vznikla ve vsi pobočka Národní jednoty severočeské, v níž se Češi sdružovali do kulturních spolků. Ve 30. letech už byl počet Čechů a Němců v obci přibližně vyrovnaný.

## Obyvatelstvo
|                                                                                   | 1869 | 1880 | 1890 | 1900 | 1910 | 1921 | 1930 | 1950 | 1961 | 1970 | 1980 | 1991 | 2001 | 2011 |
| --------------------------------------------------------------------------------- | ---- | ---- | ---- | ---- | ---- | ---- | ---- | ---- | ---- | ---- | ---- | ---- | ---- | ---- |
| Obyvatelé                                                                         | 280  | 293  | 279  | 305  | 278  | 285  | 296  | 218  | 218  | 224  | 141  | 108  | 103  | 94   |
| Domy                                                                              | 34   | 37   | 38   | 41   | 45   | 44   | 59   | 66   | .    | 56   | 46   | 49   | 54   | 55   |
| Počet domů z roku 1961 je zahrnut v celkovém počtu domů místní části Seménkovice. |      |      |      |      |      |      |      |      |      |      |      |      |      |      |

## Pamětihodnosti
- Silniční most přes Chomutovku. Jeho konstrukci tvoří dva oblouky z lomového kamene, sklenuté na střední pilíř. Památková evidence je klade do poloviny 18. století. V letech 1989 a 1990 byl zpevněn.[21]
- Komplex hospodářského dvora čp. 1 ze 2. poloviny 18. století. Tvoří ho obytná budova, stodola, chlévy a sušárna. Brány s barokní výzdobou zanikly v roce 1966.[22]
- Kaplička s dřevěnou zvoničkou z 19. století. Soupis kaplí a křížů postoloprtské farnosti z roku 1835 ji už eviduje.
- Vodárna z přelomu 19. a 20. století se zachovanými secesními dveřmi.

## Galerie

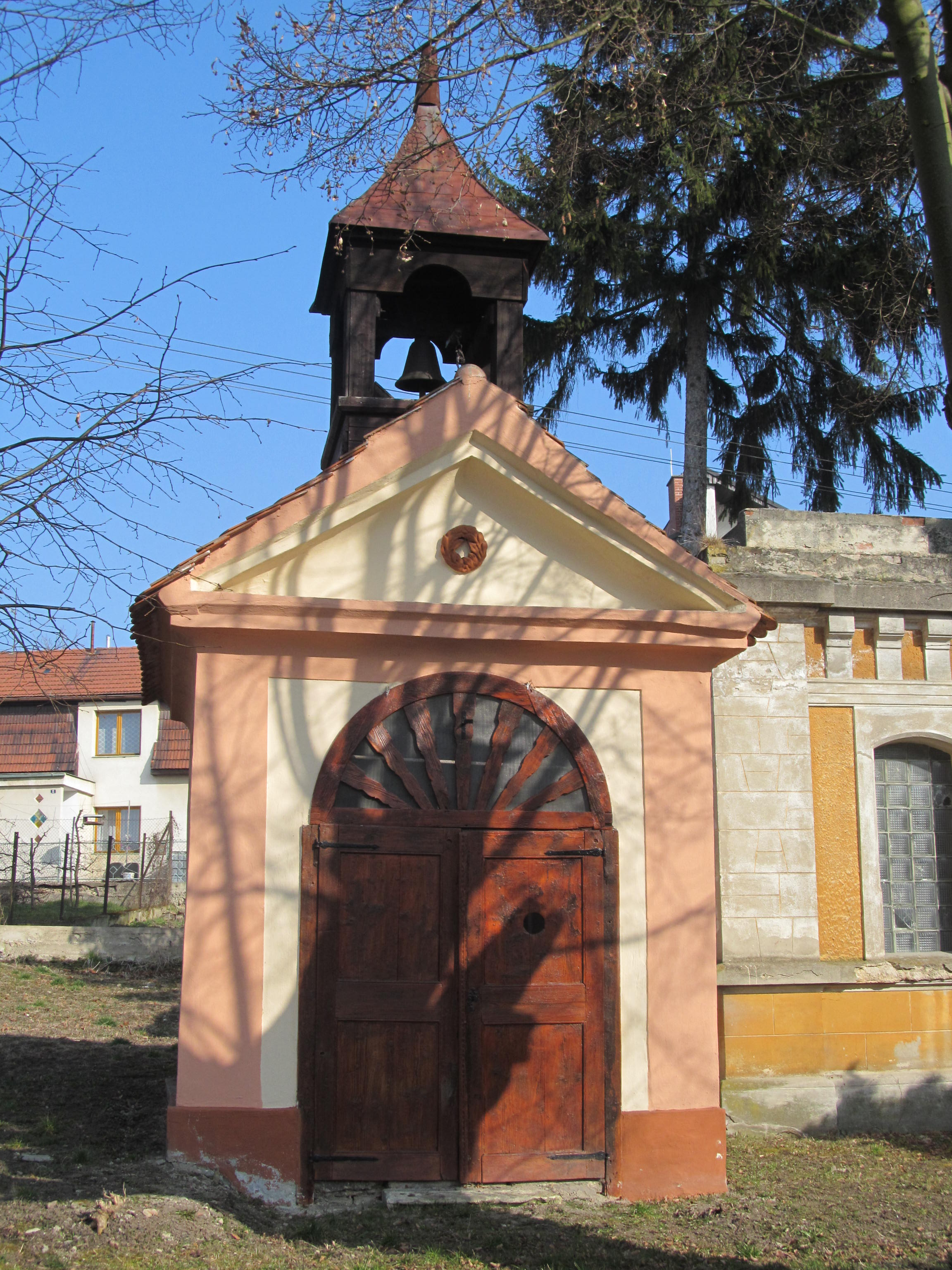
Kaplička
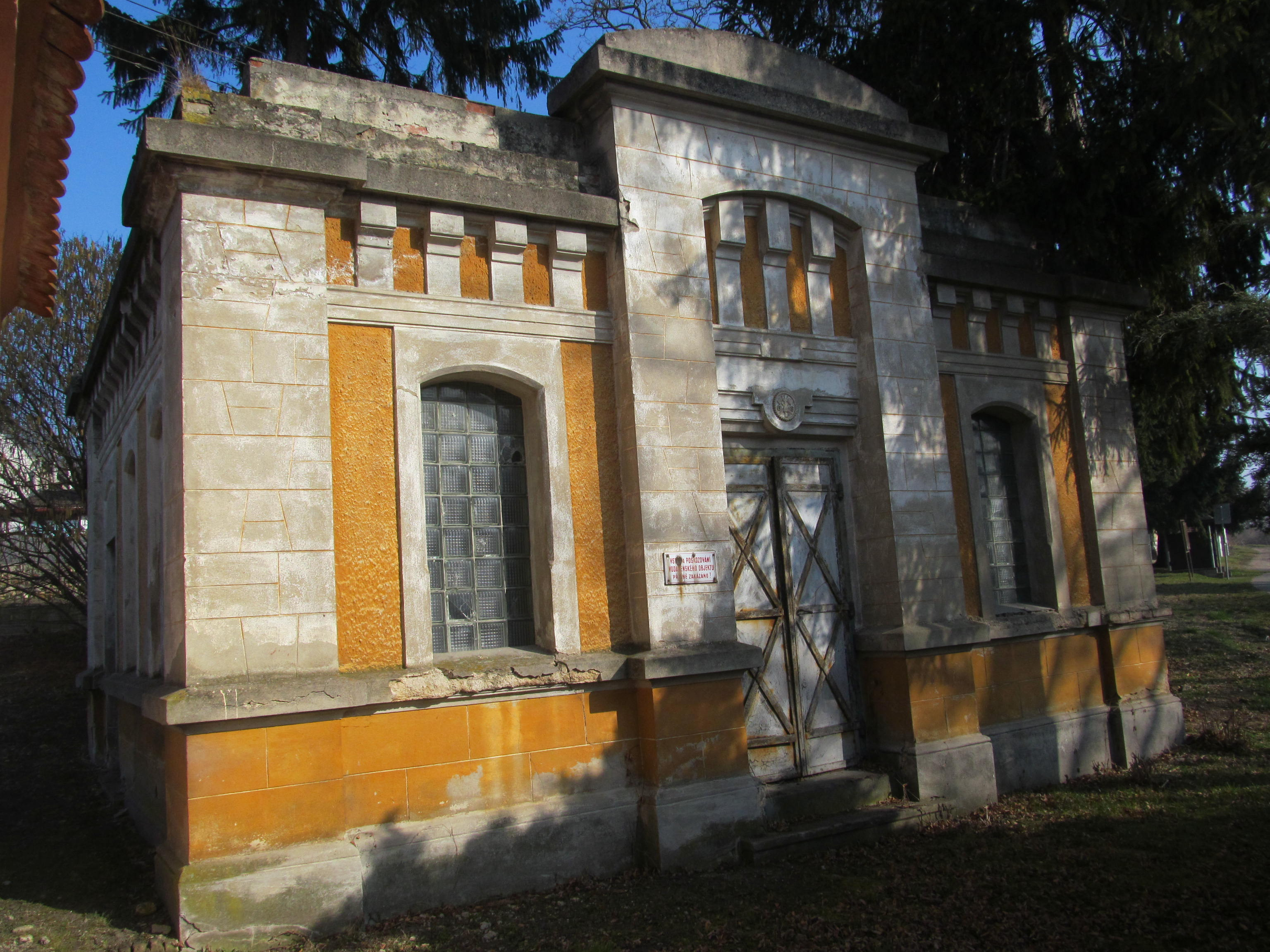
Vodárna
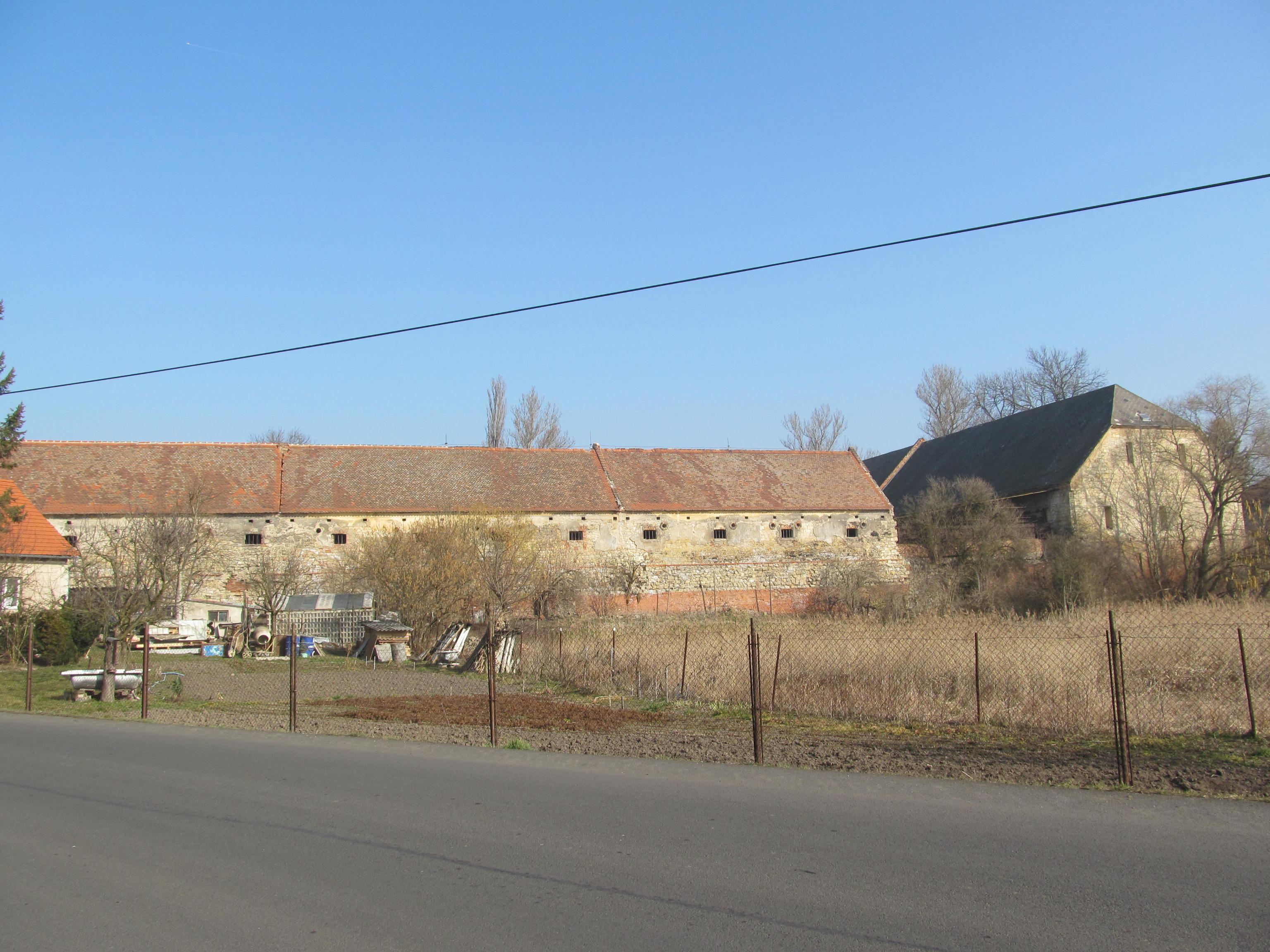
Bývalý vrchnostenský statek